# Alfred Kalähne
Alfred Kalähne (auch: Kalahne; * 12. Dezember 1874 in Berlin; † 1. Februar 1946 in Schleswig) war ein deutscher Physiker in Danzig.
Alfred Kalähne studierte in Heidelberg und Berlin Physik und schloss das Studium 1898 mit der Promotion ab. Während seines Studiums wurde er im Wintersemester 1893/94 Mitglied der Burschenschaft Teutonia Berlin. Nach der Habilitation 1902 in Heidelberg erhielt er 1906 einen Lehrstuhl für Physik an der TH Danzig.
Politisch gehörte er der Deutschdanziger Volkspartei (DVP) an. Seine Frau Anne war 1920 bis 1933 Landtagsabgeordnete im Danziger Volkstag für die DNVP. Nach der Machtergreifung der Nationalsozialisten im Reich wurde sie 1933 als vermeintliche Unterstützerin verhaftet. Im November 1933 unterzeichnete er das Bekenntnis der deutschen Professoren zu Adolf Hitler. Er selbst kandidierte bei den Landtagswahlen 1935. Nach der Verhaftung und Ermordung von Kurt Blavier war er der nächste Nachrücker für den Volkstag. Aus Angst vor den Nationalsozialisten nahm er das Mandat nicht an, und Paul Jonas rückte statt seiner in den Landtag nach.
1945 mussten die Eheleute Kalähne aus Danzig fliehen und zogen nach Schleswig, wo Alfred Kalähne nach kurzer Zeit starb.

## Werke
- Grundzüge der mathematisch-physikalischen Akustik / Teil 1, 1910
- Grundzüge der mathematisch-physikalischen Akustik / Teil 2, 1913

## Weblink
- Eintrag in der Gedanopedia in polnischer Sprache

| Personendaten    | Personendaten      |
| ---------------- | ------------------ |
| NAME             | Kalähne, Alfred    |
| ALTERNATIVNAMEN  | Kalahne, Alfred    |
| KURZBESCHREIBUNG | deutscher Physiker |
| GEBURTSDATUM     | 12. Dezember 1874  |
| GEBURTSORT       | Berlin             |
| STERBEDATUM      | 1. Februar 1946    |
| STERBEORT        | Schleswig          |